# La Chevauchée fantastique
À ne pas confondre avec La Chevauchée fantastique (Pony)
Pour les articles homonymes, voir Stagecoach.
Pour plus de détails, voir Fiche technique et Distribution.
La Chevauchée fantastique (Stagecoach) est un western américain de John Ford, sorti en 1939, mettant en vedette Claire Trevor et John Wayne. Le film suit un groupe de passagers voyageant en diligence — mode de transport qui a donné son titre original, Stagecoach, au film — à travers le dangereux territoire des Apaches.

## Synopsis
En 1885, les Indiens sont sur le « sentier de la guerre » avec, à leur tête, le célèbre Geronimo. Une diligence est prête à partir de Tonto en Arizona en évacuant vers la ville de Lordsburg, un groupe de civils :
- Hatfield, un joueur professionnel ;
- Mme Mallory, une femme enceinte cherchant à rejoindre son mari qui est officier dans l’armée américaine ;
- Josiah Boone, un médecin ivrogne ;
- Dallas, une prostituée rejetée par la « bonne société » ;
- Peacock, un représentant en whisky ;
- Gatewood, un banquier escroc ;
- Ringo Kid, un hors-la-loi, tout juste évadé de prison.

La diligence de Lordsburg
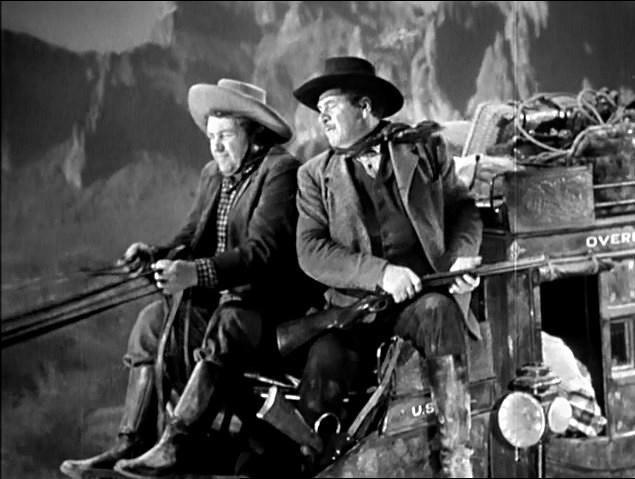
Buck Rickabaugh V et le shérif Curly Wilcox (Andy Devine et George Bancroft).
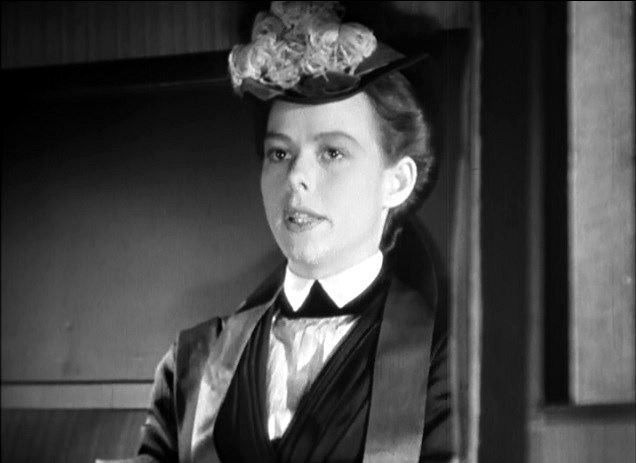
Lucy Mallory (Louise Platt).
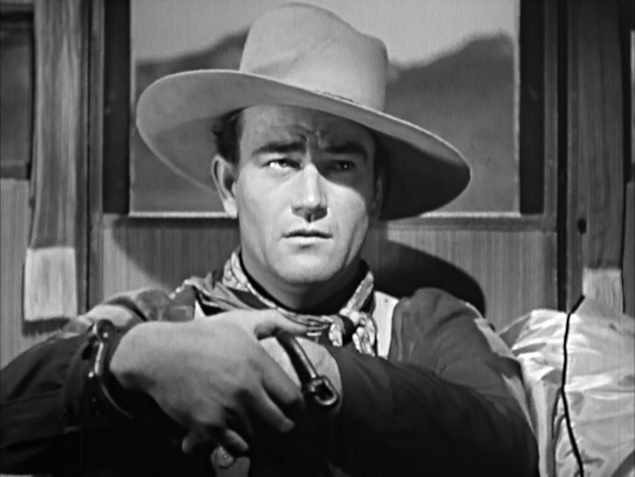
Ringo Kid (John Wayne).
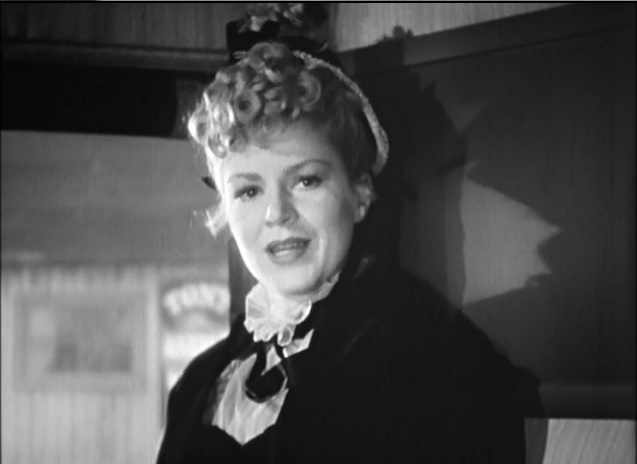
Dallas (Claire Trevor).
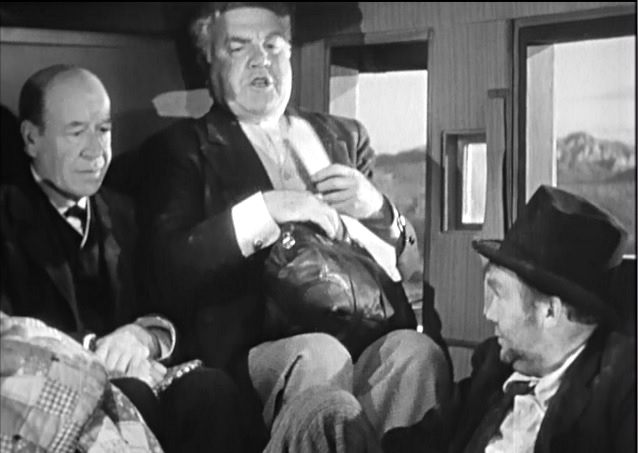
Peacock, Gatewood et Josiah Boone (Donald Meek, Berton Churchill et Thomas Mitchell).
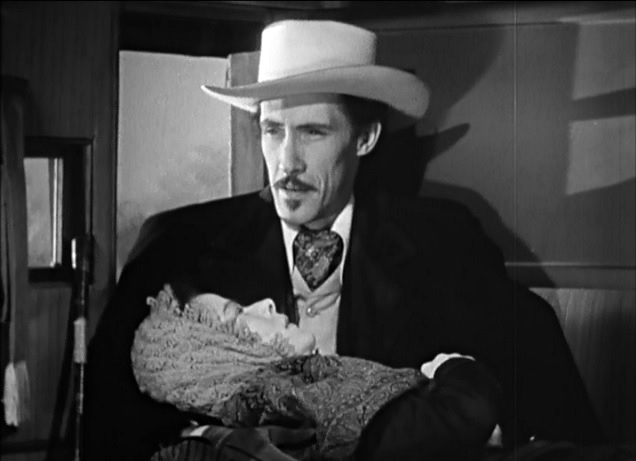
Hatfield (John Carradine).

## Fiche technique
- Titre : La Chevauchée fantastique
- Titre original : Stagecoach
- Réalisation : John Ford
- Scénario : Ernest Haycox, Dudley Nichols et Ben Hecht, d'après la nouvelle Stage to Lordsburg, transposition dans l'univers du western de la nouvelle « Boule de Suif » de Guy de Maupassant.
- Musique : Gerard Carbonara
- Photographie : Bert Glennon
- Montage : Otho Lovering, Dorothy Spencer et Walter Reynolds
- Direction artistique : Alexander Toluboff et Wiard B. Ihnen (associé)
- Costumes : Walter Plunkett
- Son : Frank Maher et Robert Parrish
- Effets spéciaux : Ray Binger Yakina Kanut (doublure de J.Wayne)
- Production : John Ford
- Société de production : United Artists
- Pays de production :  États-Unis
- Lieux de tournage : Monument Valley, Santa Clarita (Californie), Cañon City (Colorado)
- Format : Noir et blanc - son Mono - 35 mm
- Genre : Western
- Durée : 97 minutes
- Dates de sortie : 
  - États-Unis : 15 février 1939 (première à Los Angeles), 2 mars 1939 (sortie nationale)
  - France : 24 mai 1939
  - Royaume-Uni : 2 octobre 1939

## Distribution
- Claire Trevor (VF : Lita Recio) : Dallas
- John Wayne (VF : Marc Valbel) : Ringo Kid
- Andy Devine (VF : Jean Clarieux) : Buck Rickabaugh V
- John Carradine (VF : Jean Gaudray) : Hatfield
- Thomas Mitchell (VF : Raymond Rognoni) : Dr Josiah Boone
- Louise Platt (VF : Simone Bailly) : Lucy Mallory
- George Bancroft (VF : Lucien Blondeau) : le shérif Curly Wilcox (VF : Jean Brochard figurait en 3e position au générique)
- Donald Meek (VF : Henri Ebstein) : Samuel Peacock
- Berton Churchill (VF : René Montis) : Henry Gatewood
- Tim Holt (VF : Gérard Oury) : le lieutenant Blanchard
- Tom Tyler (VF : Lucien Blondeau) : Luke Plummer

Acteurs non crédités
- Chef John Big Tree : l'éclaireur indien
- Ed Brady : le gérant du saloon à Lordsburg
- Yakima Canutt : l'éclaireur de cavalerie / doublure de J. Wayne
- Nora Cecil : la gardienne de la maison du Dr Boone
- Steve Clemente : un indien
- Marga Ann Daighton : Mme Pickett
- Franklyn Farnum : le shérif-adjoint Frank
- Francis Ford : Billy Pickett
- Brenda Fowler : Mme Gatewood
- Helen Gibson et Dorothy Appleby : les danseuses au saloon
- Robert Homans : le journaliste à Lordsburg
- William Hopper : le sergent
- Si Jenks : un barman
- Cornelius Keefe : le capitaine Whitney
- Florence Lake : Mme Nancy Whitney
- Duke R. Lee : le shérif de Lordsburg
- Chris-Pin Martin : Chris
- Jim Mason : Jim
- Louis Mason (VF : Pierre Morin) : le shérif Tonto
- Merrill McCormick : Ogler
- Walter McGrail : le capitaine Sickel
- Paul McVey : l'agent du Pony Express
- Kent Odell : Billy Pickett, Jr
- Artie Ortego : un pilier de bar à Lordsburg
- Vester Pegg : Hank Plummer
- Jack Pennick : Jerry, le barman
- Joe Rickson : Ike Plummer
- Buddy Roosevelt et Bill Cody : les cowboys
- Elvira Ríos : Yakima, la femme de Chris
- Harry Tenbrook : le télégraphiste
- Mary Kathleen Walker : l'enfant de Lucy Mallory
- Bryant Washburn : le capitaine Simmons
- Whitehorse : le chef indien (Geronimo)
- Hank Worden : un soldat de la cavalerie

## Réception
Le film connait un succès immédiat en Amérique et en Europe, avec une recette estimée à un million de dollar. Ce qui vaut à Thomas Mitchell de gagner l'oscar du meilleur acteur dans un second rôle et à John Ford d'être nommé pour le meilleur réalisateur. Cette réception lui assure la réputation que le film a aujourd'hui.
Le film enthousiasme grandement les États-Unis, même si l'on reproche parfois à John Ford la place accordée à la psychologie, qui serait au détriment de l'action dans La Chevauchée Fantastique.
Cependant, pour André Bazin, critique français, le film présente un : « équilibre parfait entre les mythes sociaux, l’évocation historique, la vérité psychologique et la thématique traditionnelle de la mise en scène western. Aucun de ces éléments fondamentaux ne l’emporte sur l’autre. »
De nos jours, La Chevauchée fantastique est considéré comme un classique par son décor, le Monument Valley, et son scénario. La Chevauchée Fantastique a permis de donner un nouveau souffle au genre et d'inaugurer l'ère de prospérité du western. D'ailleurs en 2008, l'American Film Institute révèle un top 10 des 10 meilleurs films des genres classiques : La Chevauchée Fantastique se trouve neuvième dans le top 10 des meilleurs westerns.
Bien que le film soit sorti en 1939, les récentes critiques de cinéphiles nous donnent tout de même un aperçu de la réaction du grand public sur ces dernières années. En effet, les critiques à l’égard du film divergent et suscitent de l’engouement.
Originellement inspirée d'un récit d'Ernest Haycox Last Stage to Lordsburg, John Ford revendiquera que La Chevauchée Fantastique est inspirée de Maupassant (Boule de Suif). L'intrigue est donc saluée. Mais, d’autres critiques se rejoignent sur le fait qu’entre cette adaptation, l’amourette jugée sans-intérêt ainsi qu’une fin assez dubitative, déçoivent une partie du grand public. Toutefois, les critiques se rallient pour dire que le film La chevauchée fantastique a une valeur symbolique et, que la collaboration Wayne-Ford est appréciée.

## Contexte

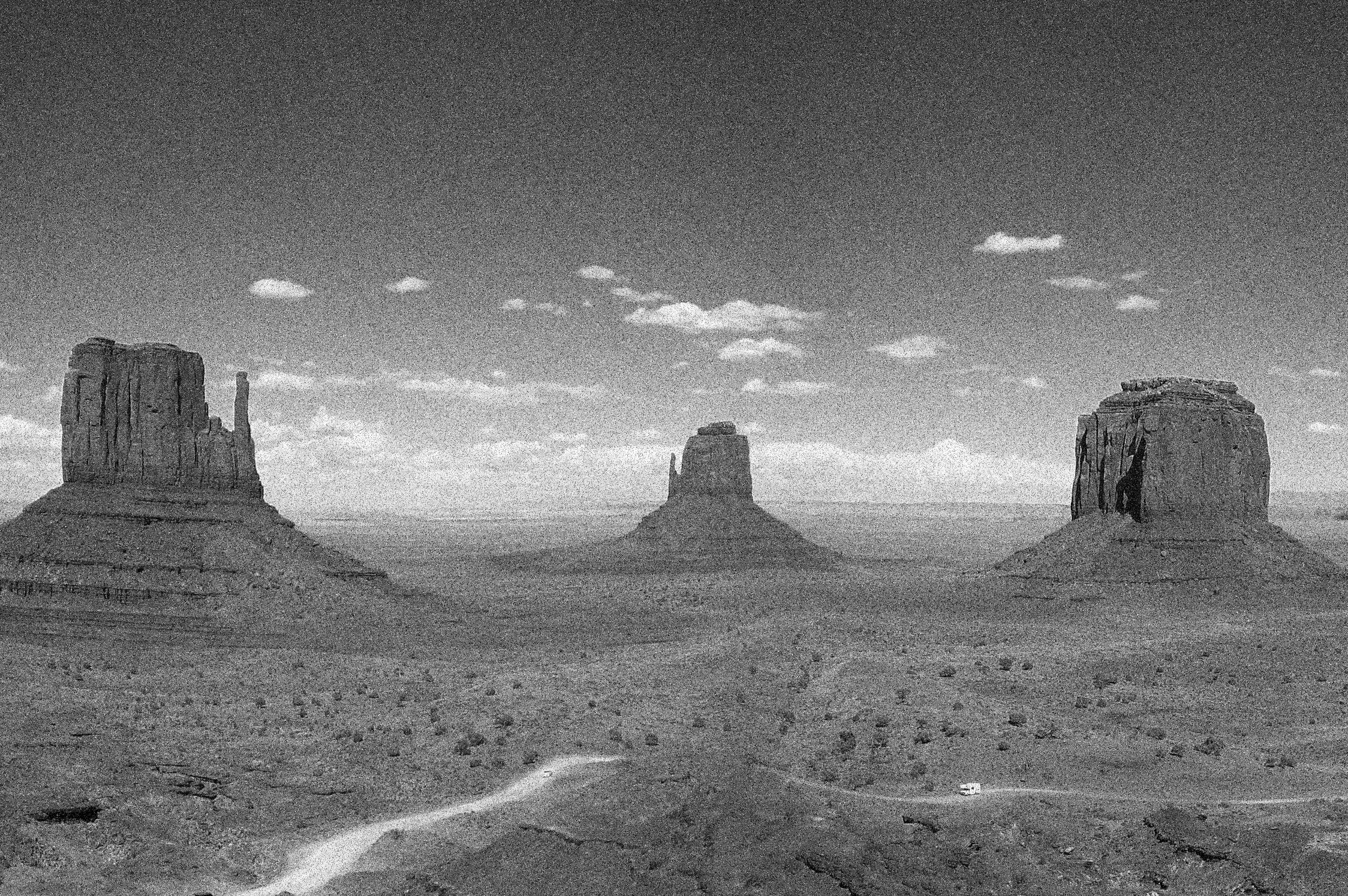
Monument Valley où a été tourné le film.

La Chevauchée fantastique est un film d'une importance capitale dans l'histoire du western. Il fut un tremplin pour John Wayne et John Ford. Il relança également l'intérêt du grand public pour le genre, aux côtés d'autres grands westerns sortis cette année-là : Femme ou Démon, Sur la piste des Mohawks, Les Conquérants, Le Brigand bien-aimé…
Depuis l'échec de La Piste des géants en 1930, Wayne était confiné dans les productions de série B et, bien qu'ami de Ford depuis longtemps, il n'avait encore jamais tourné sous sa direction, sinon comme figurant. Le film marque donc la première de leurs nombreuses collaborations.
Le film est aussi un tournant dans la carrière de Ford. Durant les premières années de sa carrière commencée en 1917, il tourna de nombreux westerns muets, notamment avec Harry Carey. Il réalisa aussi deux westerns épiques : Le Cheval de fer (1924) et Trois Sublimes Canailles (1926). Mais, depuis, Ford n'avait plus touché au genre. La Chevauchée fantastique marque donc son retour au western après treize ans, lui qui sera le plus important réalisateur du genre. Il s'agit aussi du premier film qu'il tourne dans le décor naturel de Monument Valley qui deviendra sa marque de fabrique, et un symbole du western tout entier.
À l'origine John Ford présenta le projet au producteur David O. Selznick mais celui-ci lui rétorqua : « ce n'est pas à Ford de nous proposer un film c'est à nous de lui confier un sujet ». À cette époque, le concept de l'auteur-réalisateur, tel qu'il est défini en Europe, est peu apprécié des majors d'Hollywood. Selznik pensait à Gary Cooper dans le rôle de Ringo Kid et Marlene Dietrich dans celui de Dallas. John Ford n'insistera pas et trouvera un producteur en la personne de Walter Wanger.

## Analyse

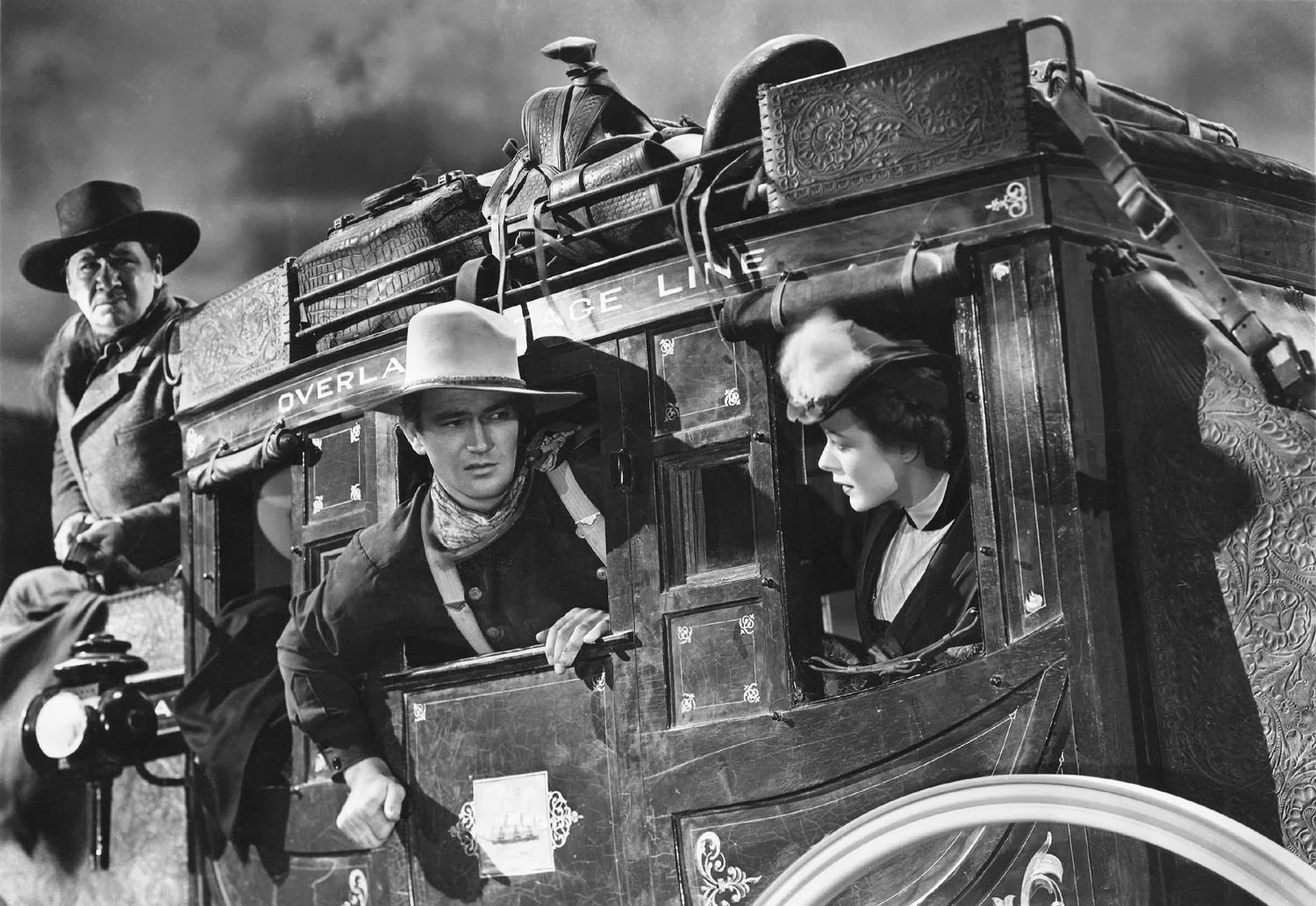
John Wayne au centre

La chevauchée fantastique de John Ford est avant tout un classique du genre Western. Premièrement avec ses paysages typiques du monde Américain (Monument Valley). Il y a également des éléments essentiels du film Western tels que le shérif, la cavalerie (symboles de l'état Américain à l’époque). Puis l'on retrouve la diligence, élément du monde western, ainsi que les Indiens et leur leader Geronimo. Il pose les conventions du genre alors que ce dernier est en train de tomber dans l'oubli au moment de sa sortie.
Les scènes extérieures sont tournées en quatre jours et pas qu'à Monument Valley puisque plusieurs états d’Amériques seront mis en avant comme la Californie ou encore l’Arizona. La diligence et le voyage permettent de mettre au centre du film les paysages.  
De plus, la Chevauchée Fantastique a un aspect social. En effet, les personnages sont au début du voyage pleins de préjugés les uns envers les autres. Du shérif au bandit, de la prostituée à la jeune mère, du docteur alcoolique au banquier malhonnête, tous ont des caractéristiques différentes et portent des jugements les uns sur les autres. Au long du voyage, ceux-ci apprennent à se connaître et oublient leurs préjugés. Les personnages sont des personnages clefs dans ce film puisque leur originalité repose sur leurs différences. Ces personnages différents mais complémentaires peuvent également être vu comme des reflets de la société américaine.
Les histoires d’amour qui se nouent comme celles de la prostituée et du bandit caractérisent le romantisme de John Ford. Par exemple, selon Erick Maurel : « L’intérêt réside surtout dans les rapports qui s’établissent au sein du groupe au fur et à mesure de l’avancée du voyage et de ses périls. » Dans ce film, les personnes rejetées, les hors la lois, luttent pour le bien de la société et tentent de se faire accepter.

## Distinctions
- La Chevauchée fantastique obtient sept nominations aux Oscars en 1940, dont celle de Meilleur réalisateur, mais il ne reçut finalement que deux récompenses, pour le second rôle (attribué à Thomas Mitchell) et pour la musique. Cette année-là, le grand gagnant est Autant en emporte le vent, de Victor Fleming.
- Film inscrit au National Film Registry en 1995

## Autour du film

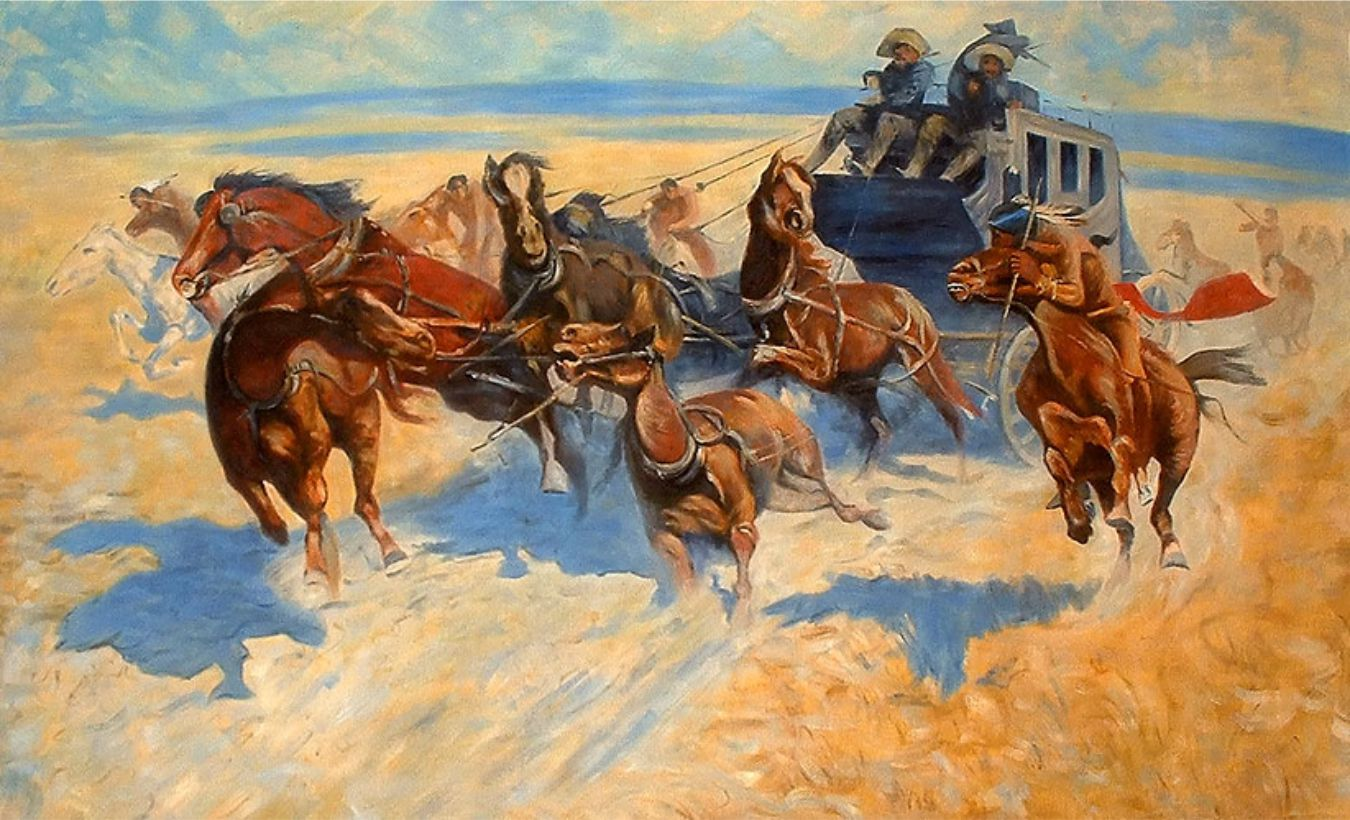
Downing the Nigh Leader, un tableau de Frederic Remington (1907) dont s'inspire John Ford.

- Ce film est inspiré de The Stage to Lordsburg, une nouvelle de l'écrivain américain Ernest Haycox, publiée en 1937.
- C'est le film qui révéla John Wayne au grand public. Il allait devenir pour une quarantaine d'années la figure emblématique des westerns américains.
- Ce sont des Indiens Navajos qui ont joué les Apaches dans le film.
- Hormis à Monument Valley, le film fut également  tourné en extérieur à Kayenta Mesa à environ 35 kilomètres plus au sud en Arizona, ainsi qu’en Californie à Kern River, Newhal Fremont Pass, Chatsworth, Calabasas et Murac Dry Lake  près de (Victorville)[10].
- L’album de bande dessinée La Diligence (1968), quarante-septième histoire de la série Lucky Luke par Morris (dessin) et René Goscinny (scénario), met également en scène certains ingrédients de ce western : une diligence transportant un échantillon de personnages de l’Ouest voyage de relais en relais et doit faire face à des indiens belliqueux.
- De 1935 à 1949, le réalisateur italien Michelangelo Antonioni exerça le métier de critique de cinéma. Voici ce qu'il écrivit, à propos de La Chevauchée fantastique :

« Après ce film, il faut vraiment placer John Ford, narrateur et psychologue-né, parmi les plus grands metteurs en scène contemporains. […] Mais ce dont on devrait parler longuement, c'est le style avec lequel Ford a rendu tout cela […] Ford est revenu à la forme ancienne, au muet, mais à un muet qui contient toute la richesse des autres expériences, y compris de la bande-son. Cette dernière, dans La Chevauchée fantastique, joue un rôle admirable : le motif qui revient avec la vision de la diligence, les cris du cocher et tous les autres sons et voix sont d'une précision absolue ; la précision, d'ailleurs, signifie surtout poétique, choix concis des éléments de la narration et de l'enchaînement rythmique. »
— Cinema, 25 novembre 1940.
- En 1965, le réalisateur Gordon Douglas, tourne un remake sous le même titre original, distribué en France sous le titre La Diligence vers l'Ouest, avec Alex Cord (Ringo), Bing Crosby (Doc Boone), Mike Connors (Hatfield) et Ann-Margret (Dallas).
- Le budget du film s'est élevé à 392 000 dollars, la recette aux États-Unis à 1 million de dollars[10].